# Kim In-Kyu
Kim In-Kyu (Seul, 5 de fevereiro de 1950) foi presidente-executivo do Sistema de Radiodifusão da Coreia e presidente da União Ásio-Pacífico de Rádiodifusão. Ele começou sua carreira na KBS em 1973, e atuou como ex-assessor de campanha do presidente Lee Myung-bak.